# FSV Francfort
Maillots
Actualités
Le FSV Francfort, version abrégée de Fussballsportverein Frankfurt 1899 e.V., est un club allemand de football, fondé le 20 août 1899 et basé à Francfort-sur-le-Main.

## Histoire
- 1899 : fondation du club sous le nom de FSV Francfort
- 1944 : fusion avec le SG Eintracht Francfort en Kriegs SG Francfort
- 1945 : le club est refondé sous le nom de SG Bornheim puis renommé FSV Francfort

## Palmarès et résultats sportifs

### Titres et trophées
- 1925 : vice-champion d'Allemagne
- 1933 : champion d'Allemagne du sud
- 1938 : finaliste de la coupe d'Allemagne
- 1972 : champion d'Allemagne amateur
- 2008 : champion de Regionalliga Sud

## Joueurs et personnalités du club

### Entraîneurs
- : William Townley

### Anciens joueurs
- Willibald Kreß
- Kassoum Ouédraogo